# Vent paa mig
Vent paa mig (russisk: Жди меня) er en sovjetisk film fra 1943 af Aleksandr Stolper og Boris Ivanov.

## Medvirkende
- Boris Blinov som Nikolaj Jermolov
- Valentina Serova som Lisa
- Lev Sverdlin som Misja Weinstein
- Mikhail Nazvanov som Andrej Panov
- Nina Zorskaja